# Čadram
Čadram – wieś w Słowenii, w gminie Oplotnica. W 2018 roku liczyła 270 mieszkańców.